# Costin (Automarke)
Costin war eine britische Automarke.

## Markengeschichte
Costin Limited war in Wales beheimatet. Dort wurde zwischen 1990 und 1995 versucht, die Marke Costin von Costin Drake Technology wieder aufleben zu lassen. Beteiligt waren Frank Costin, Simon Garrett und Bill Barranco. 2007 übernahm Specialist Automotive aus Sayers Common in der Grafschaft West Sussex das Projekt. Dort begann die Produktion von Automobilen und Kits. Der Markenname lautete Costin. Es ist nicht bekannt, wann das Unternehmen aufgelöst wurde, aber die letzte gespeicherte Version der Internetseite deutet auf 2010 hin. Insgesamt entstanden etwa vier Exemplare.

## Fahrzeuge
Das erste Unternehmen versuchte zunächst, Nachbildungen des alten Modells Costin Amigo als Costin Nathan herzustellen. Dieser Plan wurde aufgegeben. 1993 erschien der erste Prototyp des Modells Roadster. Die Basis bildete ein Spaceframe-Rahmen. Ein Vierzylindermotor von Rover trieb das Fahrzeug an. Chris Holloway kaufte das zweite Fahrzeug, das er mit Hilfe von Joe Tavani von Specialist Automotive aufbaute. 2004 erhielt es eine Straßenzulassung. Auf Basis dieses Fahrzeugs brachte Joe Tavani 2007 eine überarbeitete Version mit einem Vierzylindermotor vom MG F auf den Markt.